# Карта Винланда

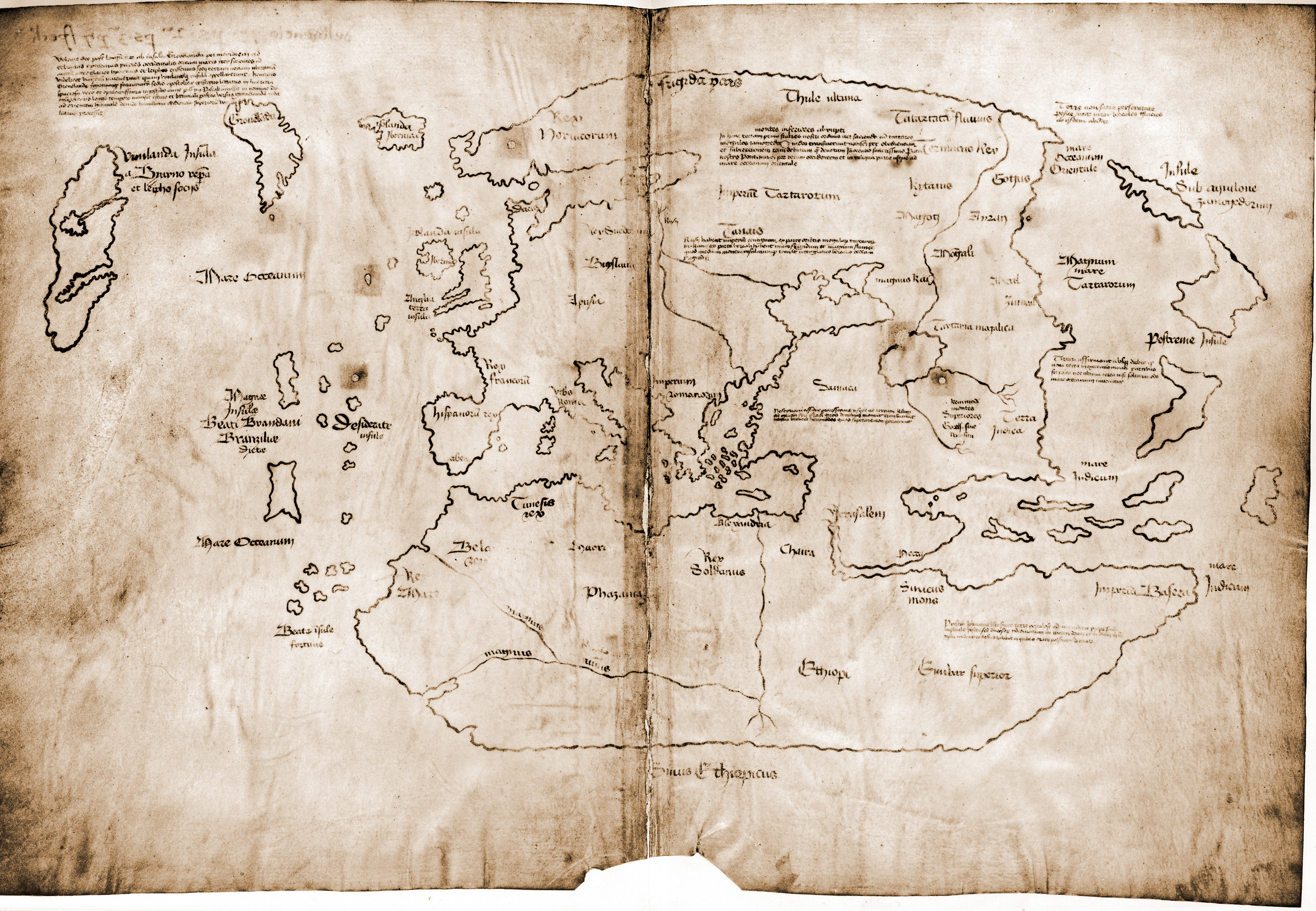
В верхнем левом углу карты изображён Винланд

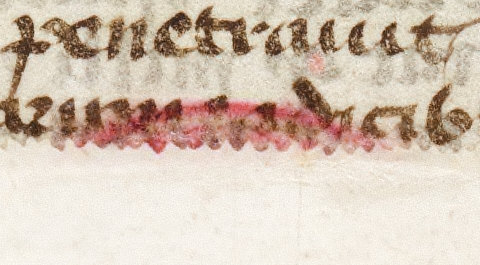
Последний след старых меток собственника

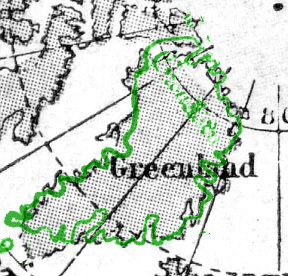
Гренландия с карты Винланда, наложенная (зелёным цветом) на карту атласа начала XX века. Нетронутая область на северной оконечности представляет собой землю, не обследованную до 1896 года.

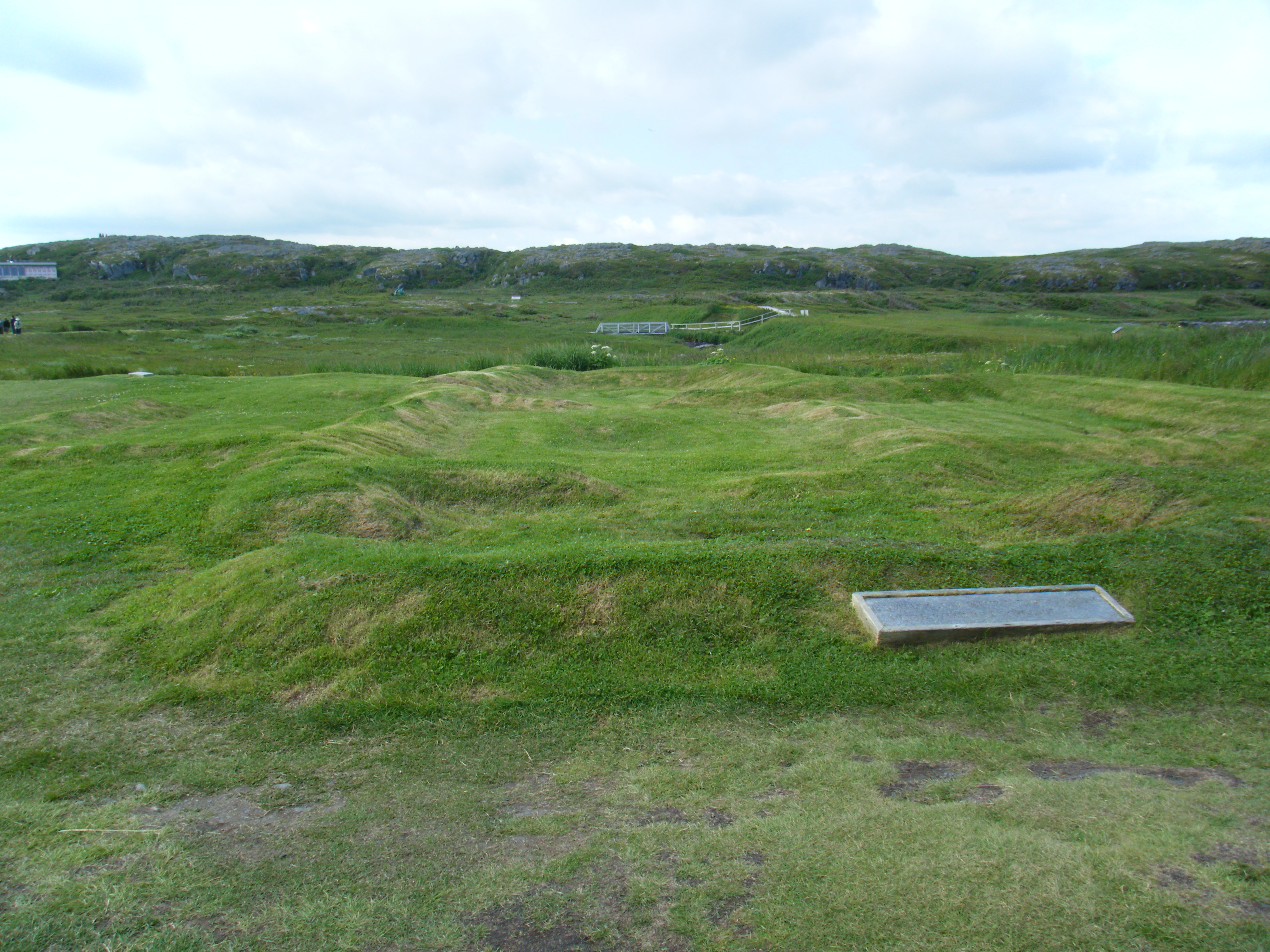
Норвежские фундаменты в Л’Анс-о-Медоуз, Винланд

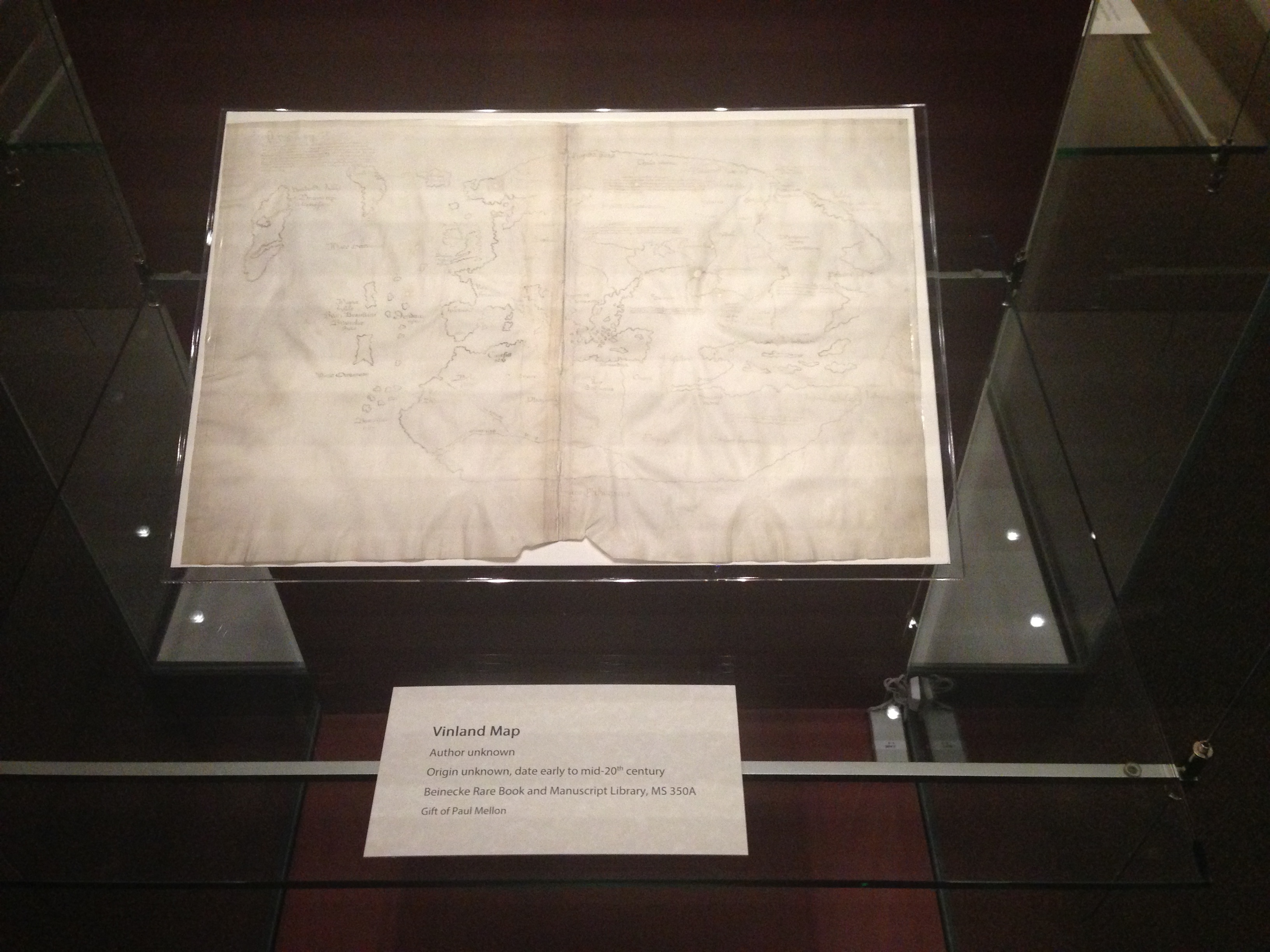
Карта Йельского Винланда, экспонированная в Музее морского порта Мистика, май 2018.

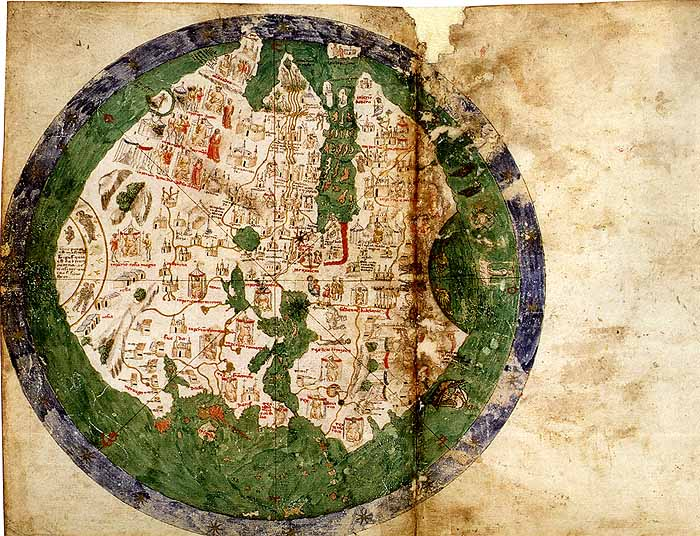
Карта Бианко (1436)

Планисфера Кантино, которая была первой картой мира, показавшую Америку отдельно от Азии

Карта Винланда — искусная подделка XX века, созданная на пергаменте XV века. До 2021 года частью исследователей считалась самым ранним географическим изображением Нового Света, на котором в XV веке был изображен участок побережья Северной Америки к юго-западу от Гренландии. Она была открыта учёными Йельского университета в 1965 году, тогда же была опубликована монография о ней, написанная библиотекарями и кураторами Йельского университета. Её открытие, казалось, продемонстрировало, что норвежцы были первыми европейцами, достигшими Нового Света, высадившись в Америке задолго до первого путешествия Колумба.

## История
В 1957 году карта попала в руки к сотрудникам Йельского университета под видом документа XV века, основанного на оригинале XIII века. В связи со значительной стоимостью и сомнениями в его подлинности руководство университета обратилось к выпускнику университета Полу Меллону (сыну филантропа Эндрю Меллона). Тот не только согласился приобрести карту, но и привлёк к её исследованию специалистов Британского музея. До 1965 года существование карты не афишировалось.
В 1960 году стало известно об открытии поселения викингов на берегу Ньюфаундленда (Л’Анс-о-Медоус), что подстегнуло интерес к норманнской колонизации Америки и добавило аргументов в пользу аутентичности карты. В 1965 году исследовавшие карту учёные наконец объявили о её существовании, и вскоре в Смитсоновском институте прошла особая конференция по этому вопросу.
За последующие годы Йельский университет, получив немало предложений продать карту, продал её за 10 миллионов долларов Библиотеке Конгресса США — самой богатой библиотеке в мире.
В 1996 году карта была застрахована на 25 млн долларов.

## Подлинность
Химический анализ чернил и прочие научные тесты, которые проводились с картой, не давали окончательного ответа. Некоторые учёные утверждали, что доказали поддельность карты, даже называя предполагаемого автора. Другие настаивали, что карта может быть подлинной.
В 2021 году учёные из Йельского университета с помощью современного спектроскопического метода исследования доказали, что карта Винланда, выдаваемая за древнейшую карту Америки, является подделкой, сделанной в XX веке. Фальшивку изготовили на пергамене XV века, однако все линии и надписи на карте сделаны чернилами, содержащими анатаз, форму диоксида титана, появившимися в начале прошлого столетия. Рентгеновская флуоресцентная спектрометрия подтвердила, что такие чернила присутствуют во всех линиях и надписях карты, хотя предыдущие исследования обнаруживали следы титана лишь в определённых точках. Средневековые писцы обычно писали железно-галловыми чернилами, которые состоят из сульфата железа, порошкообразных галловых орехов и связующего вещества, следов которых на карте Винланда практически нет. В то же время рентгенофлуоресцентный анализ карты Винланда практически не показал железа, серы или меди. Вместо этого сканирование показало присутствие титана во всех чернилах карты.
Исследователи также установили, что обман с картой был преднамеренным. На оборотной стороне содержалась средневековая запись переплётчика (инструкция по сборке), которую позже переписали современными чернилами.